# Edgar Collin

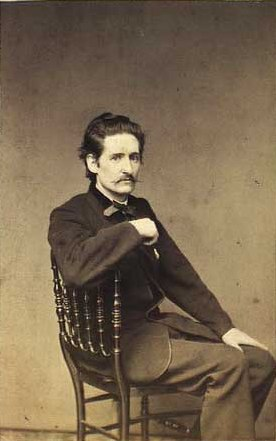
Edgar Collin.

Edgar Collin, född den 28 oktober 1836 i Köpenhamn, död den 30 juni 1906, var en dansk journalist, företrädesvis teateranmälare. Han var brorson till Edvard Collin och sonson till Jonas Collin den äldre.
Collin skrev 1875-76 en fortsättning av Thomas Overskous Det kongelige Theaters Historie för åren 1849-74 och utgav 1896-1900 tillsammans med Arthur Aumont Det danske Nationaltheater 1748-1889, en fullständig framställning av denna teaters repertoar och dess konstnärliga verksamhet.